# Neményi Ferenc
Neményi Ferenc (Székesfehérvár, 1941. január 3. –) magyar filmrendező, operatőr.

## Életpályája
1961-1965 között a Színház- és Filmművészeti Főiskola hallgatója volt. 1965-től a Mafilm asszisztense, valamint a Balázs Béla Stúdió tagja volt. 1970-től a Népszerű-Tudományos Stúdió munkatársa volt. 1988-1992 között a Helios Filmstúdió vezetője volt.

## Filmjei
- Vásár és barátság (1966)
- Szevasz, Vera! (1967)
- Ikonok világa (1968)
- Ítélet (1970)
- Aréna (1970)
- Amikor még boldog voltam (1970)
- Inspiratio (1971)
- Szép új világ (1972)
- Egy a szívem, egy a párom (1972)
- Paletta (1974)
- Kié a művészet? (1975)
- A teljes kép (1976)
- Köztér (1979)
- Látni és meglátni (1979)
- Hagyaték (1981)
- Tavaszünnep (1983)
- A mezőgazdasági kistermelés korszerű eszközei (1983)
- A Himalája fennsíkján (1984)
- A világ tetejéhez közel (1985)
- Az utolsó szó jogán (1986)
- Szembesítés (1986)
- Gyógyászat Tibetben (1987)
- A két zarándok (1987)

## Művei
- Rubljov (György Istvánnal, 1973)